# Суздалиха
Суздалиха — деревня в Бабушкинском районе Вологодской области.
Входит в состав Подболотное сельское поселение, с точки зрения административно-территориального деления — в Подболотный сельсовет.
Расстояние по автодороге до районного центра села имени Бабушкина составляет 109 км, до центра муниципального образования Кокшарки — 1,5 км. Ближайшие населённые пункты — Ляменьга, Кокшарка, Скоково, Бучиха, Коршуниха, Безгачиха, Сосновка.
Население по данным переписи 2002 года — 64 человека (29 мужчин, 35 женщин). Всё население — русские.